# Фоковци
Фоковци (словен. Fokovci, мађ. Úrdomb) су насељено место у општини Моравске Топлице, Помурска регија, Словенија.

## Историја
До територијалне реорганизације у Словенији били су у саставу старе општине Мурска Собота.

## Становништво
У попису становништва из 2011. године, Фоковци су имали 200 становника.
| Број становника према пописима | Број становника према пописима | Број становника према пописима |
| ------------------------------ | ------------------------------ | ------------------------------ |
| 1991                           | 2002                           | 2011                           |
| 265                            | 231                            | 200                            |